# Xylotrechus villioni
Xylotrechus villioni là một loài bọ cánh cứng trong họ Cerambycidae.